# Busztyno
Busztyno; ukr. Буштино, ros. Буштына, Busztyna, rus. Буштино, Буштина, węg. Bustyaháza, słow. i cz. Buštyno) – osiedle typu miejskiego  w obwodzie zakarpackim w zachodniej Ukrainie (na Zakarpaciu).
Miasteczko leży w miejscu, gdzie łączą się rzeki Terebla oraz Cisa, w odległości 8 km od siedziby władz rejonowych miasteczka Tiaczów.

## Historia
Założone w połowie XIV w.
W 1989 liczyło 8147 mieszkańców.
Podczas I wojny światowej w Bustyaháza istniał obóz dla internowanych żołnierzy Legionów Polskich.
W 2013 liczyło 8643 mieszkańców.